# Karl Siegrist (Revolutionär)
Karl Siegrist, auch Karl Siegerist, (* 1813 in Braunschweig; † 11. Juni 1891 in Berlin) war ein deutscher Revolutionär.
Unter der Führung des Schlossergesellen aus Braunschweig wurde am 18. März 1848 im Rahmen der Märzrevolution in Berlin-Mitte eine Barrikade mehrfach gegen Angriffe des Militärs verteidigt. Der Standort der Barrikade war die Breitestraße an der Kreuzung mit der Gertraudenstraße. Dort erinnert eine am 14. März 1998 eingeweihte Inschrift an die Vorgänge. Nach der Aufgabe der Barrikade wurden zehn der Kämpfer hingerichtet. Siegrist wurde in der Folge auch für den Berliner Zeughaussturm vom 14. Juni 1848 verantwortlich gemacht und am 15. Juli in erster Instanz zu sieben Jahren, am 7. Oktober in zweiter Instanz zu einem Jahr Festungshaft verurteilt, die er in der Festung Graudenz absaß. 1864 und 1865 wurde er aus Berlin ausgewiesen; er stand schließlich den Sozialdemokraten nahe.